# 장권 (무술)
장권(長拳, Long fist, 태조 장권이라고도 불림)은 중국 무술 (쿵후) 스타일 계열을 말한다. 송 태조 조광윤(趙匡胤)이 창안한 것으로 전해지고 송나라 병사들을 훈련할 때 사용하는 권법이기도 하다.
장권 중 가장 쉬운 기초 동작은 5보권이다. 5보권에는 5개의 발동작과 3개의 손동작이 있다. 장권가결은 주먹은 별똥별처럼, 눈은 전기처럼, 허리는 뱀처럼, 걸음걸이는 끈적끈적하며, 정예는 충만해야 하고, 기는 무겁고, 힘은 순달해야 하며, 공은 순수해야 한다고 말한다. 또한 움직이는 것은 파도처럼 고요하고, 일어나는 것은 유인원처럼, 떨어지는 것은 까치처럼, 서는 것은 닭처럼, 서는 것은 소나무처럼, 도는 바퀴처럼, 꺾이는 것은 활처럼, 가벼움은 잎처럼, 무거운 것은 철과 같고 매와 같고 바람과 같이 빠르다고 말하고 있다.
장권 스타일의 형태는 완전히 확장된 발차기와 타격 기술을 강조하며 겉보기에는 원거리 전투 시스템으로 간주된다. 일부 장권 스타일의 모토는 "최선의 방어는 강력한 공격"이다. 이 경우 실무자는 너무 공격적으로 선제 공격을 시작하여 상대가 공격할 기회를 갖지 못하게 된다. 다른 사람들은 공격보다 방어를 강조하며 긴 주먹 형태의 거의 모든 기술이 공격에 대응한다는 점을 지적한다. 장권은 크고 확장된 원형 움직임을 사용하여 근육, 힘줄 및 관절의 전반적인 신체 이동성을 향상시킨다. 고급 장권 기술에는 금나(擒拿) 관절 잠금 기술과 슈아이자오(摔跤) 던지기 및 테이크다운이 포함된다.
장권 스타일은 손과 발 기술의 균형이 잘 잡혀 있다고 평가되지만, 특히 곡예적인 발차기가 인상적인 것으로 유명하다. 시연 종목에서 장권 기술은 소용돌이, 달리기, 도약, 곡예 등으로 가장 인기 있고 기억에 남는다. 현대의 장권 동작은 수행하기가 어렵고 체조에 버금가는 뛰어난 유연성과 운동능력을 요구한다.

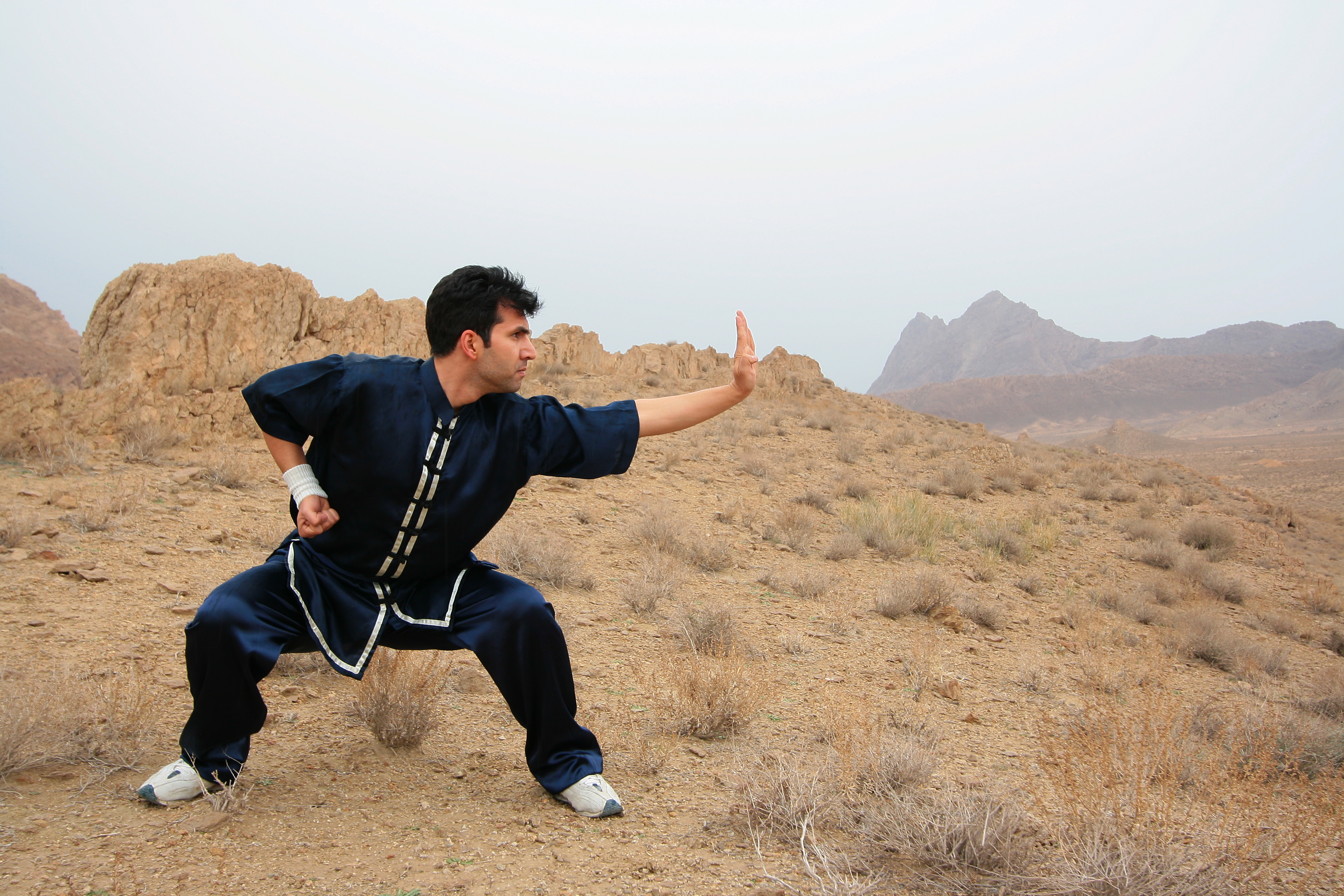
자세를 취하고 있는 한 남성